# Nong Hak
Pour plus de détails, voir Fiche technique et Distribution.
Nong Hak (ນ້ອງຮັກ) est un film laotien réalisé par Mattie Do, sorti en 2016.

## Synopsis
Une jeune femme quitte son village pour Vientiane afin de s'occuper de sa cousine qui a perdu la vue. Celle-ci semble avoir obtenu la faculté de communiquer avec les morts.

## Fiche technique
- Titre : Nong Hak
- Titre original : ນ້ອງຮັກ
- Titre anglais : Dearest Sister[2]
- Réalisation : Mattie Do
- Scénario : Christopher Larsen
- Musique : Sten Sheripov
- Photographie : Mart Ratassepp
- Montage : Zohar Michel
- Production : Mattie Do, Christopher Larsen, Helen Lohmus, Annick Mahnert, Sten Saluveer et Douangmany Soliphanh
- Société de production : Lao Art Media, Screen Division et Orée Films
- Pays :  Laos,  Estonie et  France
- Genre : drame et horreur
- Durée : 101 minutes
- Dates de sortie : 
  -  États-Unis : 25 septembre 2016 (Fantastic Fest)
  -  Laos : 11 mai 2017

## Distribution
- Amphaiphun Phommapunya : Nok
- Vilouna Phetmany : Ana
- Tambet Tuisk : Jakob
- Manivanh Boulom : Maid
- Yannawoutthi Chanthalungsy : le jardinier
- Maluly Chanthalangsy : Mimi
- Brandon Hashimoto : Kenji
- Naliphone Siviengxay : la mère d'Ana
- Douangmany Soliphanh : le père d'Ana

## Distinctions
Le film a été présenté en sélection officielle en compétition au festival international de films de Fribourg, au festival international du cinéma d'Hermosillo et au festival international du film de Catalogne dans la section Focus Asia. Le film a été sélectionné par le Laos comme représentant pour l'Oscar du meilleur film en langue étrangère à la 90e cérémonie des Oscars mais n'a pas été nommé.